# Morgan Tsvangirai
Morgan Richard Tsvangirai (Gutu, 10 maart 1952 - Johannesburg, 14 februari 2018) was een Zimbabwaans politicus, vakbondsleider en activist. Als leider en medeoprichter van de Beweging voor Democratische Verandering (MDC, 1999–2005) en aansluitend van de Beweging voor Democratische Verandering – Tsvangirai (MDC-T), was hij een van de belangrijkste oppositieleiders van Zimbabwe sinds de onafhankelijkheid van het land in 1980. Tsvangirai streed tegen het bewind van president Robert Mugabe, onder wie hij van 2009 tot 2013 diende als premier van Zimbabwe.

## Levensloop
Tsvangirai werd geboren als oudste van negen kinderen in het Gutu-gebied in Centraal-Zimbabwe als zoon van een timmerman en metselaar. Hij verliet de school vroeg en begon in 1974 te werken voor de "Trojan Nickel Mine" in Bindura. Hij werkte negen jaar bij de mijn, en werkte zich op van installatie-exploitant tot algemeen voorman.
In 1987 werd Tsvangirai benoemd tot secretaris-generaal van de Zimbabwe Congress of Trade Unions (ZCTU), de grootste vakbond van Zimbabwe. Twee jaar later werd hij gevangengenomen op beschuldiging van een Zuid-Afrikaanse spion. Hij werd ook het slachtoffer van het geweld en de onlusten in Zimbabwe, die mede door de regering-Mugabe werden gesteund. Er zijn drie pogingen geweest om hem te vermoorden, inclusief een poging in 1997, toen een onbekende aanvaller zijn kantoor binnenviel en hem door het raam wilde duwen vanaf de tiende verdieping.
Van 1997 tot 1999 was Tsvangirai voorzitter van de National Constitutional Assembly (NCA), een overkoepelende organisatie die onder meer streed voor mensenrechten en een nieuwe grondwet.

### Politieke loopbaan
Na de onafhankelijkheid van Zimbabwe in 1980 was Morgan Tsvangirai aanvankelijk lid van de ZANU-PF, de partij van premier (en vanaf 1987 president) Robert Mugabe. Als vakbondsleider begon hij zich echter steeds meer van het regeringsbeleid af te keren. In 1999 richtte hij mede de Beweging voor Democratische Verandering (MDC) op, waarvan hij tevens de leider werd.

#### Partijleider van de MDC
Tijdens de algemene verkiezingen in juni 2000 deelde zijn jonge partij een gevoelige tik uit aan de regerende ZANU-PF-partij, die in Zimbabwe een ijzeren grip op de macht had. Door het constitutionele hervormingsvoorstel in februari voorafgaand aan de verkiezingen, waarbij Tsvangirai de zittende regering ernstig in verlegenheid bracht, won Tsvangirai veel krediet onder de bevolking, wat ook in de uitslag van de verkiezingen te zien was. De MDC won 57 van de 120 zetels, tegen de 62 zetels die de ZANU-PF behield - een resultaat zonder precedenten in Zimbabwe, waar oppositiepartijen nooit meer dan een handvol zetels hadden weten te behalen. Tsvangirai zelf werd overigens niet verkozen. Hij maakte geen gebruik van de mogelijkheid op een zetel in een van de steden waar de MDC-aanhang het grootst was, maar koos ervoor zich verkiesbaar te stellen in het district waar hij woonde. Hier won de ZANU-PF echter, zoals in de meeste rurale kiesdistricten.
Voor de presidentsverkiezingen van 2002 werd Tsvangirai namens zijn partij naar voren geschoven als presidentskandidaat. Hij werd daarmee de voornaamste uitdager van president Mugabe, maar slaagde er niet in hem te verslaan: Tsvangirai behaalde 42% van de stemmen. De uitslag werd als frauduleus beschouwd.
Als gevolg van de veelvuldige verkiezingsfraude werd binnen de MDC getwijfeld aan deelname aan de verkiezingen van 2005. Tsvangirai was een tegenstander van deelname, maar uiteindelijk deed de partij toch mee, met een verlies tot gevolg: de partij behaalde 41 zetels, terwijl de regerende ZANU-PF er 78 veroverde. Wegens grote meningsverschillen binnen de partij viel de MDC na de verkiezingen van 2005 uiteen in twee groeperingen, die beide dezelfde naam bleven dragen. De tak onder leiding van Tsvangirai, de Beweging voor Democratische Verandering – Tsvangirai (MDC-T), werd daarvan veruit de belangrijkste.

#### Verkiezingen 2008 en premierschap
In 2008 slaagde Tsvangirai erin de eerste ronde van de presidentsverkiezingen te winnen van zittend president Mugabe. De MDC-T werd bovendien de grootste partij in de Nationale Vergadering (het Zimbabwaanse parlement). Deze uitslagen leidden tot grote onrust, waarbij aanhangers van Tsvangirai slachtoffer werden van intimidatie, bruut geweld en moord. Vrezend voor de veiligheid van zijn kiezers trok Tsvangirai zich op 22 juni 2008 terug als presidentskandidaat. Zelf zocht hij die dag zijn toevlucht bij de Nederlandse ambassade in Zimbabwe om zich te beraden op verdere stappen. Hij verbleef daar tot en met 30 juni.
Omdat geen van de partijen bij de parlementsverkiezingen van 2008 een meerderheid had behaald, onderhandelde Tsvangirai met de ZANU-PF van Mugabe over de vorming van een regering van nationale eenheid. Door de vijandigheden tussen beide kampen verliep de machtsverdeling echter uiterst moeizaam. In februari 2009 trad uiteindelijk een nieuwe regering aan, waarbij Mugabe president bleef en Tsvangirai benoemd werd tot premier. Het premierschap, dat in 1987 door Mugabe was afgeschaft, werd daarmee opnieuw ingevoerd. Het was een unicum dat een oppositiepartij in Zimbabwe regeringsverantwoordelijkheid kreeg, maar in de praktijk hield de ZANU-PF (die sinds 1980 alleen aan de macht was geweest) de touwtjes stevig in handen.
Bij de frauduleus verlopen verkiezingen van 2013 verloor de MDC-T veel stemmen, waarna de partij weer in de oppositie verdween. Omdat Tsvangirai er ook opnieuw niet in slaagde de presidentsverkiezingen van Mugabe te winnen, nam de kritiek op zijn leiderschap in zijn eigen politieke beweging toe. Hem werd verweten autocratisch te handelen, verdeeldheid te zaaien en geweld tegen zijn critici goed te keuren. Het leidde tot zijn schorsing als partijleider op 26 april 2014.

### Familie
Tsvangirai was sinds 1978 getrouwd met Susan Mhundwa. Hij verloor haar in juni 2009 bij een auto-ongeluk, dat volgens zijn aanhangers was geënsceneerd door de ZANU-PF en bedoeld was om hemzelf te doden. In 2011 verloofde Tsvangirai zich met Locadia Karimatsenga (de zuster van een parlementslid van de ZANU-PF), maar dit huwelijk werd twaalf dagen later door hem afgeblazen. Van 2012 tot zijn dood was Tsvangirai getrouwd met Elizabeth Macheka.

### Overlijden
Op 14 februari 2018 meldde de hoge ambtenaar Elias Mudzuri van de MDC-T dat Morgan Tsvangirai op 65-jarige leeftijd is overleden aan de gevolgen van darmkanker. Hij overleed in een ziekenhuis in de Zuid-Afrikaanse stad Johannesburg.